# Lačna Bučka
Lačna Bučka - veganska prehrana s kančkom znanosti je poljudnoznanstveni portal/blog, ki obravnava živila rastlinskega izvora, predvsem njihovo hranilno vrednost, pa tudi zgodovinske, kulturne, botanične in druge naravoslovne in družboslovne zanimivosti povezane z rastlinskimi živili.
Namen te strani je pokazati, da je lahko veganska hrana enostavna za pripravo, hranilno polnovredna, pestra in cenovno ugodna.
Ustanovitelja, Samo Kreft in Darja Kolar, sta bila sodelavca Fakulete za farmacijo, Univerze v Ljubljani.

## Nagrade in priznanja
Januarja 2020 so ustvarjalci strani za inovativen pristop h komuniciranju o živilih rastlinskega izvora v okviru poljudnoznanstvenega portala Lačna bučka prejela priznanje Prometej znanosti za odličnost v komuniciranju, ki ga podeljuje Slovenska znanstvena fundacija.